# Busuanga-Hörnchen
Das Busuanga-Hörnchen (Sundasciurus hoogstraali) ist eine Hörnchenart aus der Gattung der Sunda-Baumhörnchen (Sundasciurus). Es lebt auf der zu den Philippinen gehörenden Insel Busuanga.

## Merkmale
Das Busuanga-Hörnchen erreicht eine Kopf-Rumpf-Länge von etwa 20,0 bis 20,5 Zentimetern, der Schwanz ist 16,0 bis 17,5 Zentimeter lang und damit etwas kürzer als der restliche Körper. Die Rückenfarbe der Tiere ist dunkelbraun mit Haaren mit dunkler Basis sowie vollständig schwarzen Haaren. An den Seiten geht die Färbung in ein etwas helleres Lehm- bis Olivbraun über. Der Schwanz entspricht an der Basis der Farbe des Rückens und wird dann heller. Das Gesicht ist gräulich, die Hände und Füße sind dunkelbraun. Die Unterseite ist heller und von langen weißen Haaren durchsetzt.

## Verbreitung
Das Busuanga-Hörnchen lebt endemisch auf der zu den Philippinen und den Calamian-Inseln gehörenden Insel Busuanga.

## Lebensweise
Über die Lebensweise des Busuanga-Hörnchens liegen keine Daten vor. Es lebt ursprünglich im Primärwald des Flachlands, kann jedoch auch gut im Sekundärwald und sogar in Gärten existieren.

## Systematik
Das Busuanga-Hörnchen wird als eigenständige Art innerhalb der Gattung der Sunda-Baumhörnchen (Sundasciurus) eingeordnet, die – je nach Autor – aus 15 bis 17 Arten besteht. Die wissenschaftliche Erstbeschreibung stammt von Colin Campbell Sanborn aus dem Jahr 1952, der die Art anhand von Individuen von der Insel Busuanga beschrieb.
Innerhalb der Art werden neben der Nominatform keine weiteren Unterarten unterschieden.

## Status, Bedrohung und Schutz
Das Busuanga-Hörnchen wird von der International Union for Conservation of Nature and Natural Resources (IUCN) als nicht gefährdet (Least concern) eingeordnet. Begründet wird diese Einstufung mit dem verhältnismäßig häufigen Vorkommen auf der Insel und seiner Anpassungsfähigkeit an Sekundärlebensräume und auch an Gärten, wo die Art jedoch teilweise als Schädling betrachtet wird. Die genetische Variabilität innerhalb der Populationen ist groß. Aufgrund absehbarer Lebensraumzerstörungen und der geringen Größe der Insel ist eine Einstufung als gefährdete Art in Zukunft möglich.

## Belege
1. 1 2 3 4  Richard W. Thorington Jr., John L. Koprowski, Michael A. Steele: Squirrels of the World. Johns Hopkins University Press, Baltimore MD 2012; S. 185–186. ISBN 978-1-4214-0469-1
2. 1 2 3 4  Sundasciurus hoogstraali in der Roten Liste gefährdeter Arten der IUCN 2014.3. Eingestellt von: P. Ong, B. Tabaranza, G. Rosell-Ambal, D. Balete, 2008. Abgerufen am 2. Januar 2015.
3. 1 2  Sundasciurus hoogstraali In: Don E. Wilson, DeeAnn M. Reeder (Hrsg.): Mammal Species of the World. A taxonomic and geographic Reference. 2 Bände. 3. Auflage. Johns Hopkins University Press, Baltimore MD 2005, ISBN 0-8018-8221-4.